# Rotigotină
Rotigotina este un medicament antiparkinsonian derivat de tiofen și este utilizat în tratamentul bolii Parkinson. Este formulat sub formă de plasturi transdermici. Este un agonist al receptorilor dopamiergici de tipul D1, D2, D3, D4 și D5.

## Utilizări medicale
Ropinirolul este utilizat în tratamentul bolii Parkinson și în tratamentul simptomatic al sindromului picioarelor neliniștite.